# Араванови
Араванови, (Osteoglossidae още срещани като Ароуана) са семейство сладководни риби от разред Араваниди или на Надклас Риби, Разред Костуроподобни, Семейство блатни скачачи и Род и Вид Periophthalmus

## Физическо описание
Представителите на семейство Араванови имат костеливи глави и издължени глави, покрити с големи тежки люспи с мозаечна шарка. Дорзалната и аналната им перка са дълги, докато пекторалната и вентралната – малки. Те са се приспособили към директното дишане на въздух, засмуквайки го в плавателния си мехур, който подобно на белодробната тъкан е покрит с кръвоносни капиляри. Името „ароуана“ идва от индонезийски и означава „райска риба“.

## Еволюционно развитие
Първите риби, който преди стотици милиони години започнали да излизат от водата на сушата, вераятно са приличали на рибата блатен скачач, каято с особена на външност и прилича на жаба в очите.
Съществуват няколко вида блатни скачачи и всички принадлежат към семейство попчета. Тези блатни скачачи са необичайни, защото прекарвот повече време на сушата, а големите си мусколни гръдни перки ползват като предни крака при скачане в тинята или пясъка.
Араванови са примитивни риби, датиращи от времето на ранния Терциер и са причислени към разред Араваниди (Osteoglossiformes) от клас Лъчеперки. От описаните десет живи днес вида, три обитават Южна Америка, един – Африка, четири – Азия и два – Австралия. Те са единственото семейство риби, което обитава и двете страни на линията на Уолъс. Това може да се обясни с теорията, че азиатските ароуани (Scleropages formosus) са произлезли от австралийските Scleropages, Scleropages jardinii и Scleropages leichardti, преди около 140 милиона години, което прави вероятно пренасянето на азиатските ароуани до Индийския субконтинент.
Генетично изследване показва, че родословната линия на Араванови, водещ до рибите арапайма и африканските ароуани, произлезли преди около 220 милиона години по време на горния Триас; както и линия, водеща до сребристата и черно-синята ароуана, и двете от Южна Америка, произлези в средата на Юрския период преди около 170 милиона години. Родословната линия водеща до австралийските ароуани произхожда от клона на азиатските ароуани отпреди 140 милиона години по време на долната креда.

### Фосилни останки
Класифицирани към Аравановите са поне пет изчезнали рода, известни ни само по фосилни останки, датирани най-късно към горната креда. Други фосили от времето на горния Юрски период и долната креда е широко разпространено да се причисляват към надред Араваниди (Osteoglossomorpha). Фосили от надреда са откривани на всички континенти с изключение на Антарктика.

## Поведение
Аравановите риби са хищници, често специализарани в храненето на повърхността на водата. Те са отлични „скачачи“, като са регистрирани видове отскачащи на около 2 метра от водната повърхност, за да хванат насекоми и птици от надвисналите над водата клони. Оттук е и прякорът им в Южна Америка „водни маймуни“. Ароуаните типично израстват на дължина до 2 – 3 стъпки, когато са отглеждани в плен.
В поведението на няколко вида Араванови се наблюдава родителска грижа, тъй като градят гнезда и защитават малките си след излюпване. За всички видове от рода е характерна оралната инкубация: родителите държат в уста развиващите се яйца, които понякога наброяват стотици.

## Отглеждане в аквариум
Ароуаните са риби-отшелници и приемат компанията на други риби само докато са млади. Възрастните могат да проявят агресия и доминантно поведение. Някои съвместими с тях видове са рибите паку, блестящ барбус, Chitala chitala, Astronotus ocellatus, Hypostomus plecostomus, Aequidens rivulatus, Parachromis managuensis, Datnioides pulcher и други леко агресивни риби, които са достатъчно големи, за да могат да бъдат погълнати от ароуаните.
Ароуаните е най-добре да се хранят с жива или замразена храна. Аквариумът лесно може да им отеснее след 8 – 10 месеца. За предпочитане е аквариум от поне 570 литра. Австралийските ароуани е най-добре да се отглеждат в големи аквариуми.